# 趙汝權
趙汝權（1952年—），广东台山人，香港職業象棋棋手，香港象棋总会象棋特级大师。赵棋风凶悍，善于中盘搏杀，曾击败胡荣华、柳大华、吕钦、徐天红等名手。

## 经历
2006年全港單人公開賽冠軍，現已退休，全心練棋，成為職業棋士，具有多年經驗，面對年經一輩的棋手（例如：陳振杰、黃學謙）等人，雖然實力相近，但以經驗取勝。20世紀末至本世紀初曾有幾年停止參加比賽，但現已復出，获第一届世界智力运动会象棋男子快棋赛铜牌。

## 成就
1977年趙汝權獲中、菲、馬、港象棋名手邀請賽亞軍。
1979年趙汝權作為亞洲象棋聯隊成員之一，在澳門與中國象棋隊進行對抗賽。
1983年趙汝權獲第二十六屆香港體育節象棋名手賽亞軍。
1984－1993年間，獲第二、三、五、九屆“中山盃”象棋國際邀請賽冠軍。
1987年獲第三屆亞洲城市名手邀請賽第四名。1989年獲第二屆象棋“棋王”賽第三名。
1993年獲“鷹卡盃”第三屆世界象棋錦標賽第四名。
1982－1990年間，作為香港隊主力，趙汝權參加了第二、三、四、六屆“亞洲杯”象棋賽，建樹頗多。
自1977年以來，趙汝權在各種大賽中，先後戰勝過大陸胡榮華、楊官璘、柳大華、李來群、王嘉良、呂欽、徐天紅、趙國榮等八位象棋特級大師。
1988年趙汝權獲象棋特級國際大師稱號，為亞象聯首次批准的五位象棋男子特級國際大師之一。
2008年11月得獲第三屆楊官璘杯全國象棋公開賽海外組冠軍。

## 外部連結
- 香港象棋總會 （页面存档备份，存于）
- 香港青年象棋會
- 香港討論區 - 香港棋壇誰稱王？